# Elishay Kadir
Elishay Kadir, (en hébreu : אלישי כדיר), né le 4 novembre 1987, à Ramat Gan, en Israël, est un joueur israélien de basket-ball. Il évolue au poste d'ailier fort. 